# 威尼斯 (佛罗里达州)
威尼斯（英語：Venice），是美国佛罗里达州薩拉索塔縣下属的一座城市。建立于1926年。面积约为25平方公里（约合9.6平方英里）。根据2010年美国人口普查，该市有人口20,748人。论人口在本州排行第102。